# 和刻本

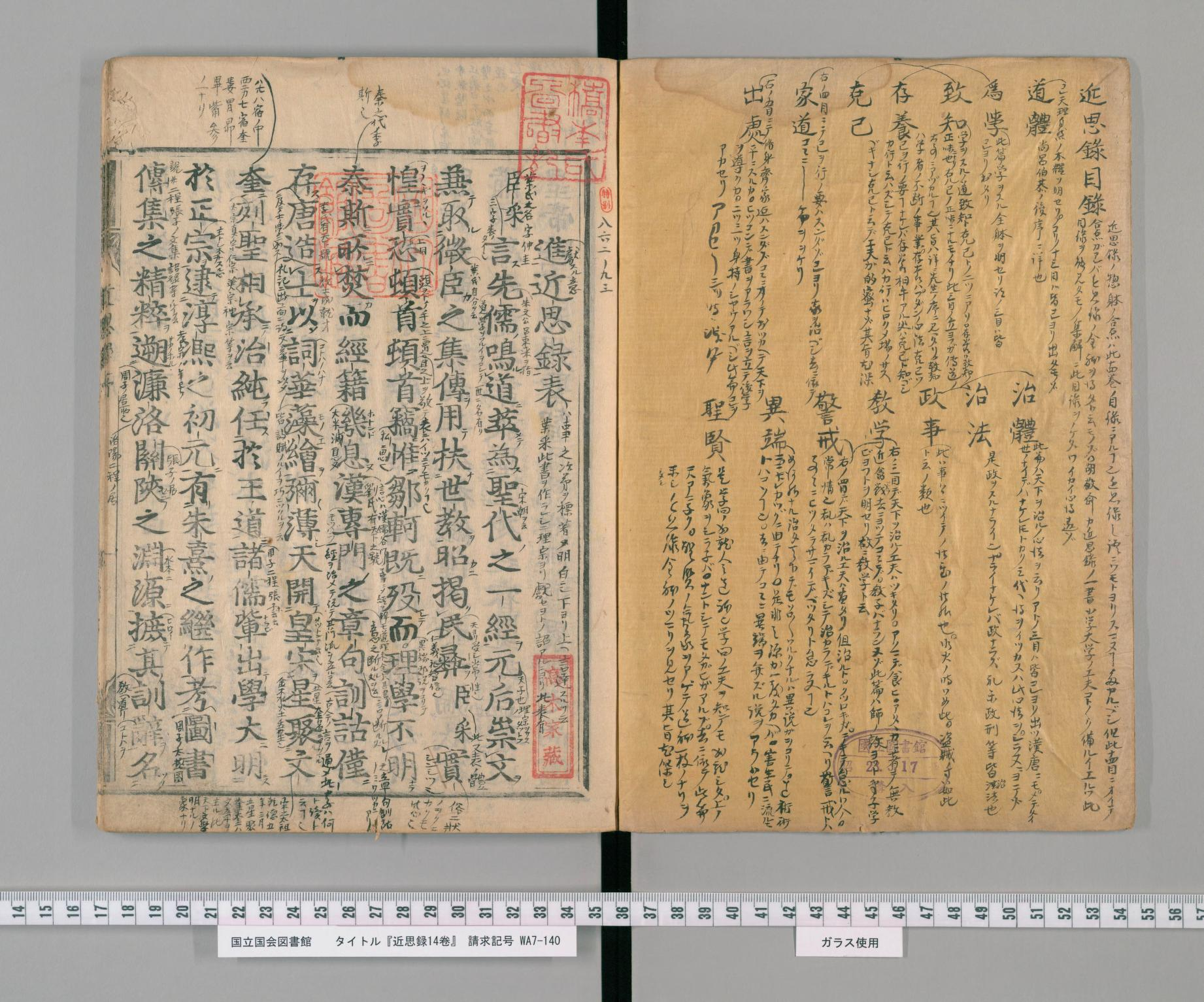
『近思録』の和刻本（寛永年間の古活字版）。

和刻本（わこくぼん）は、日本で出版された書籍。広義には内容を問わず日本で刻された本は漢籍・洋書含めて「和刻本」であるが、刻された量から圧倒的に漢籍が多いために、和刻本漢籍（わこくぼんかんせき）を一般的に和刻本と呼ぶ。本項目では和刻本漢籍について記述する。

## 定義
和刻本の「和本」との違いは、刊本のみを指して写本を含まない点である。板木を用いて印刷する「整版」だけでなく、活字を用いて印刷する「活字版」も含む。なお、研究者の分野によって和刻本の定義は一定しない。日本の国文学者は江戸時代以前の漢籍も和刻本の定義に含めるが、漢籍版本の研究者はさらに狭義に江戸時代に日本で刻された本を指していうことが多い。日本に伝存する漢籍は、新学部（アヘン戦争以降、西洋の影響を受けて生じた「新学」に関しての書籍）を除けば書写本と和刻本が数量的に大半を占める。

### 書誌学的分類
書誌学的な名称分類によれば、和刻本は江戸時代の出版物を、写本は江戸時代に写された本を指す。中世の出版物は旧刊本、あるいは古刊本と言われ、室町時代以前の写本が古写本と称されるため、日本における漢籍の分類には「古写本」「写本」「古刊本」「和刻本」「古活字本」「近世活字本」の6種類があることになる。

## 文化的価値
和刻本は朝鮮本やベトナム本と並び称される、漢籍の中国域外の伝本の重要な一種類である。日本で刊刻された漢籍を中国では日本刊本、日本本、東洋本、和刻本などと呼ぶが、近年中国国内での呼び方としても「和刻本」が最も一般的である。
忠実に覆刻された和刻本は、中国では散佚してしまった漢籍について原版と同様に扱えることから重要である。例えば、『破邪集』は安政年間の和刻本を参照する他なく、中国国家図書館と上海図書館にも和刻本が所蔵されている。また、中国では商業的な都合などから覆刻の過程で書籍の形が変わることが多々あり、偽造されることすらあった。特に明代では学者が意図的に原文を変えることがあり、清代の学者が「明人刻書而書亡」と嘆いたほどであったが、日本人は一字たりとも文字を変えず、写本の虫食いの跡さえも模写する忠実ぶりから版本を校勘するに重大な価値を持つ。例えば和刻本の『荀子増注』は『荀子』の校勘に重要な意味を持つ。鎌倉時代末期から室町時代初期に出版された五山版は宋元版本の忠実な複製本として名高い。

## 歴史
平安時代から鎌倉時代末期までの刊本は仏典しか存在しない。仏典以外（外典）で最古の和刻本は1325年（正中2年）に刊行された『寒山詩』で、儒教教典において現存する最古の和刻本は1364年（正平19年/ 貞治3年）に刊行された『論語集解』（正平版論語）である。
安土桃山時代、豊臣秀吉の朝鮮出兵の際には日本にも活字印刷が導入され、活字版の書籍が続々と刊行された（古活字本）。

### 江戸時代における和刻本
江戸時代初期、読書人口は爆発的に増加し、安土桃山時代に広まった活字版では印刷が追いつかなくなった。そのため従来の整版が重宝されるようになり、活字版は18世紀末頃まで断絶した。
江戸時代は学問が庶民にまで広がり、漢学を学ぶために和刻本が大量に出版された。江戸時代以前の学問とはすなわち漢学を指した。漢学を学ぶためにはまず中国で出版された漢籍（唐本）を大量に輸入しなければならなかったが、輸入書籍は高価であった。そのため廉価に漢籍を普及させるために唐本を覆刻することになった。和刻本の発刊は学問の接受と発展に大いに貢献し、漢詩、とりわけ唐詩は庶民に至るまで受容された。寛永期以後の和刻本では返り点・読み仮名・送り仮名などの訓点を付して印刷され、和刻本の特徴として指摘し得る。江戸時代を通じて、民間では須原屋や蔦屋など、様々な書店が活躍した。